# Samoa Amerykańskie na Zimowych Igrzyskach Olimpijskich 2022
Samoa Amerykańskie na Zimowych Igrzyskach Olimpijskich 2022 – występ kadry sportowców reprezentujących Samoa Amerykańskie na igrzyskach olimpijskich, które odbyły się w Pekinie w Chińskiej Republice Ludowej, w dniach 4-20 lutego 2022 roku.
Reprezentacja Samoa Amerykańskiego liczyła jednego zawodnika - mężczyznę.
Był to drugi start Samoa Amerykańskiego na zimowych igrzyskach olimpijskich.

## Reprezentanci

### Skeleton
| Zawodnik        | Konkurencja    | Ślizg 1 | Ślizg 1 | Ślizg 2 | Ślizg 2 | Ślizg 3 | Ślizg 3 | Ślizg 4 | Ślizg 4 | Łącznie | Pozycja | Źródło |
| Zawodnik        | Konkurencja    | Czas    | Pozycja | Czas    | Pozycja | Czas    | Pozycja | Czas    | Pozycja | Łącznie | Pozycja | Źródło |
| --------------- | -------------- | ------- | ------- | ------- | ------- | ------- | ------- | ------- | ------- | ------- | ------- | ------ |
| Nathan Crumpton | ślizg mężczyzn | 1:02.06 | 22.     | 1:01.65 | 17.     | 1:01.60 | 17.     | 1:01.49 | 18.     | 4:06.80 | 19.     | [ 1 ]  |